# Diesse
Diesse là một đô thị ở huyện La Neuveville ở bang Bern của Thụy Sĩ, ở khu vực nói tiếng Pháp Bernese Jura (Jura Bernois). Đô thị này có diện tích 9,44 km2, dân số năm 2005 là 428 người.